# Kopalnia galmanu Leonidas w Sławkowie
 Kopalnia galmanu „Leonidas” – kopalnia galmanu w Sławkowie (woj. śląskie), działająca w latach 1822–1829 i ponownie od ok. 1845 do 1860.

## Historia
Kopalnia „Leonidas” powstała w 1822 jako kopalnia rządowa w dozorstwie olkusko-siewierskim, gdzie należała do kopalń średniej wielkości. Usytuowana w paśmie wzgórz galmanowych ciągnących się od Sławkowa do Strzemieszyc Małych, przy wzgórzu Gieraska, na zachód od założonej rok wcześniej prywatnej kopalni „Kozioł”. W pobliżu niej powstała górnicza osada Zakawie. Obszar ten znany był już w XVII w. jako miejsce wydobycia galeny. Kopalnia „Leonidas” rozpoczęła działalność jako kopalnia głębinowa. W 1824 zatrudniała 56 górników i miała 11 szybów. Później jednak wydobycie prowadzono przede wszystkim w odkrywce. W latach 1822–1826 w kopalni wydobyto 31 758 korcy galmanu. H. Łabęcki szacuje ogólne wydobycie kopalni w latach 1822–1829 na 30 000 kibli. W 1823 w kopalni pracował Józef Cieszkowski, który pozostawił po sobie jej opis. Kopalnia „Leonidas” posiadała własną płuczkę galmanu pod nazwą „Bobrek” (obecnie teren Źródlisk w Zakawiu). W 1829 została czasowo zamknięta z powodu wyczerpywania się kruszcu i nieopłacalności dalszych poszukiwań. Głównym powodem była nieumiejętność zejścia z wydobyciem poniżej poziomu wody. Od połowy lat czterdziestych XIX wieku do 1860 kopalnia eksploatowana była ponownie metodą odkrywkową przez radcę stanu hrabiego Jana Ciechanowskiego. Wydobywany w niej galman odwożono do hut cynku w Dąbrowie Górniczej i Będzinie. W latach 1884 i 1910 podejmowano nieudane próby ponownego uruchomienia kopalni.

## Strefa ochronna

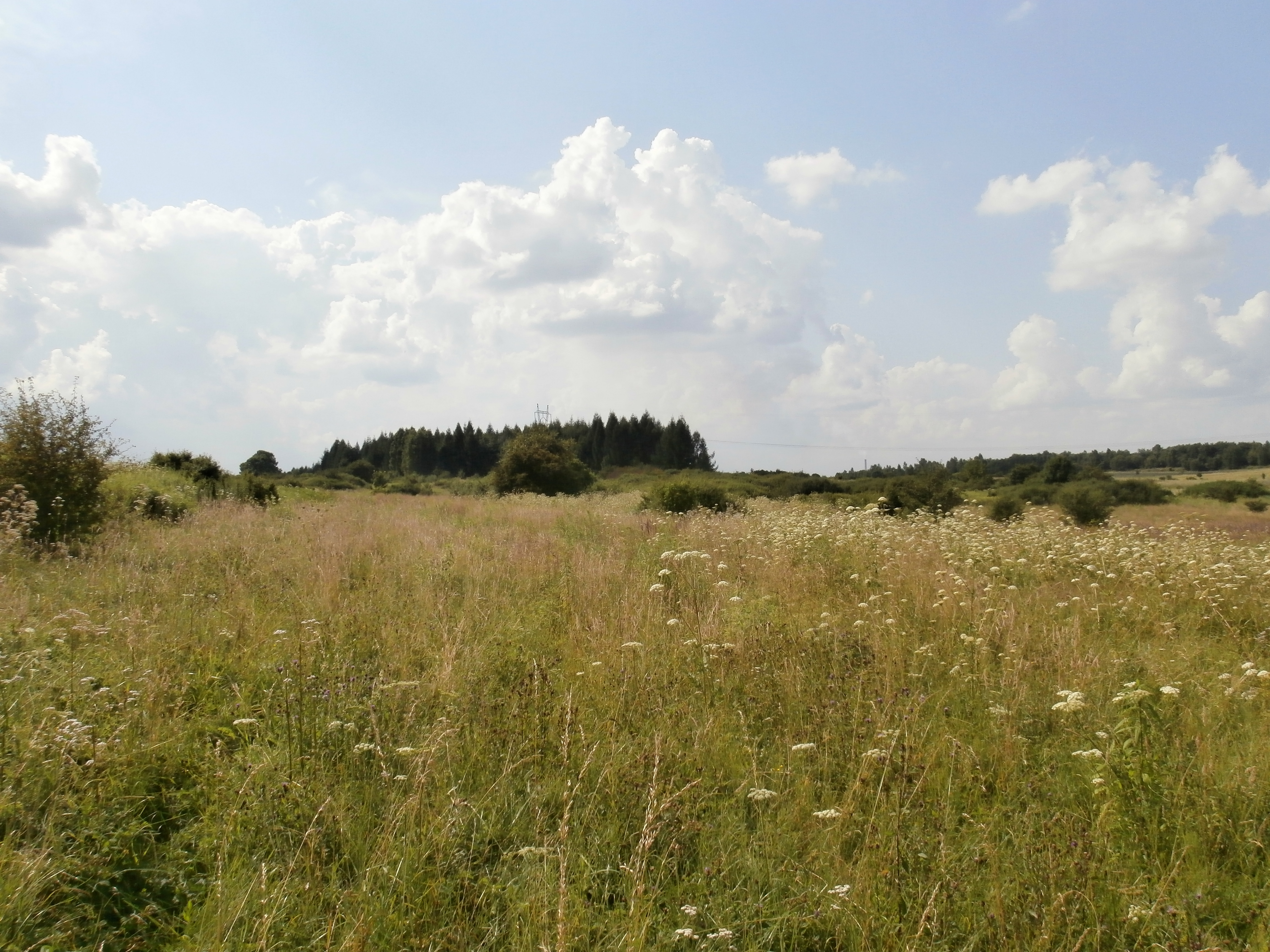
Porośnięte lasem warpie (wyrobisko) po kopalni galmanu „Leonidas” widziane od strony wschodniej (2014)

Zgodnie z miejscowym planem zagospodarowania przestrzennego miasta Sławkowa relikty historycznego górnictwa obejmujące szyby kopalni „Leonidas” objęte zostały strefą ochronną. Plan nakazuje utrzymanie stanu ukształtowania terenu. Dopuszcza się wprowadzenie drzew i krzewów wyłącznie w oparciu o projekt mający na celu kompozycyjne podkreślenie zachowanych reliktów górniczych.